# Кеджа
Кеджа (рум. Chegea) — село у повіті Сату-Маре в Румунії. Входить до складу комуни Секешень.
Село розташоване на відстані 427 км на північний захід від Бухареста, 40 км на південний захід від Сату-Маре, 102 км на північний захід від Клуж-Напоки.

## Населення
За даними перепису населення 2002 року у селі проживали 237 осіб, з них 235 осіб (99,2%) румунів. Усі жителі села рідною мовою назвали румунську.